# Pay de coco

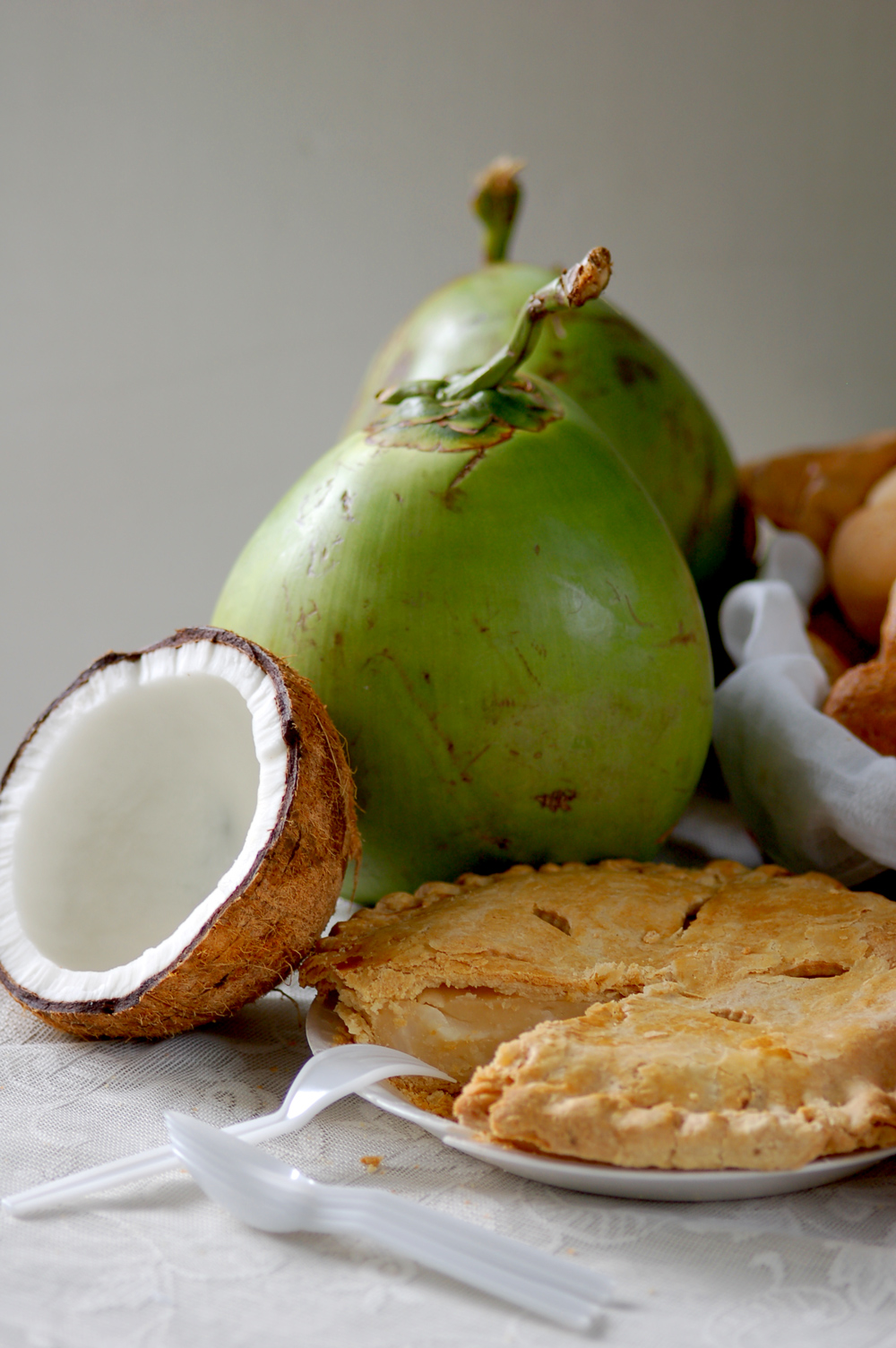
Pay de coco

El pay de coco (en inglés: coconut pie) es un pay (pie) típico de la cocina filipina relleno de coco joven (en tagalo: malauhog). Es un plato muy popular como postre en Filipinas, siendo muy similar al pastel de crema. El principal ingrediente son la pulpa de los cocos (en tagalo: buko) jóvenes.  Esta variante no emplea crema y en lugar de ello se elabora con una especie de leche condensada. Existen variantes de este pastel como el pay de macapunó elaborado con un coco especial que resulta ser de pulpa más pegajosa. 